# Gottan
O gottan é um instrumento musical tradicional tocado na região de Quiuxu, no Japão.

## Visão geral
O gottan é utilizado como instrumento de acompanhamento em canções populares (min'yō) desde cerca do século XVI, tendo sido transmitido ao longo dos séculos como forma de entretenimento profundamente enraizada. Espalhou-se por várias regiões de Quiuxu, tornando-se um instrumento representativo das classes populares.
Para além do seu uso entre o povo comum, o gottan era também tocado por monges budistas e em rituais de kagura em santuários xintoístas. Na Quiuxu medieval, fazia parte integrante da vida quotidiana, sendo considerado um dos instrumentos musicais mais emblemáticos da região.
Através das trocas culturais com o Reino de Ryūkyū (actual província de Okinawa), o gottan incorporou elementos da música ryukyuense, especialmente devido à sua compatibilidade estrutural com o sanshin. Por este motivo, é também visto como um instrumento influenciado pela tradição musical de Okinawa.
Nos últimos anos, embora o número de intérpretes e artesãos tenha diminuído, ainda existem escolas de ensino do gottan em diversas regiões de Quiuxu, como Kagoshima, Miyazaki e Fukuoka, com o objectivo de preservar a identidade cultural local. Graças a esses esforços, o instrumento continua a ser tocado por pessoas de todas as idades, incluindo muitos jovens músicos.